# ستون (ممثلة)
ستون (بالفرنسية: Stone)‏ هي مغنية وممثلة فرنسية، ولدت في 31 يوليو 1947 بباريس في فرنسا.

## وصلات خارجية
- ستون على موقع IMDb (الإنجليزية)
- ستون على موقع ميوزك برينز (الإنجليزية)
- ستون على موقع ديسكوغز (الإنجليزية)
- ستون على موقع قاعدة بيانات الفيلم (الإنجليزية)